# Lesné
Lesné este o comună slovacă, aflată în districtul Michalovce din regiunea Košice. Localitatea se află la altitudinea de 141 m deasupra n.m., se întinde pe o suprafață de 6,82 km2 și în 2017 număra 442 de locuitori.

## Istoric
Localitatea Lesné este atestată documentar din 1254.

## Demografie
| An:                | 1994 | 2004   | 2014   | 2024   |
| ------------------ | ---- | ------ | ------ | ------ |
| Număr de persoane: | 413  | 425    | 443    | 417    |
| Diferență:         |      | +2,90% | +4,23% | −5,86% |

| An:                | 2023 | 2024   |
| ------------------ | ---- | ------ |
| Număr de persoane: | 430  | 417    |
| Diferență:         |      | −3,02% |